# 孙大文

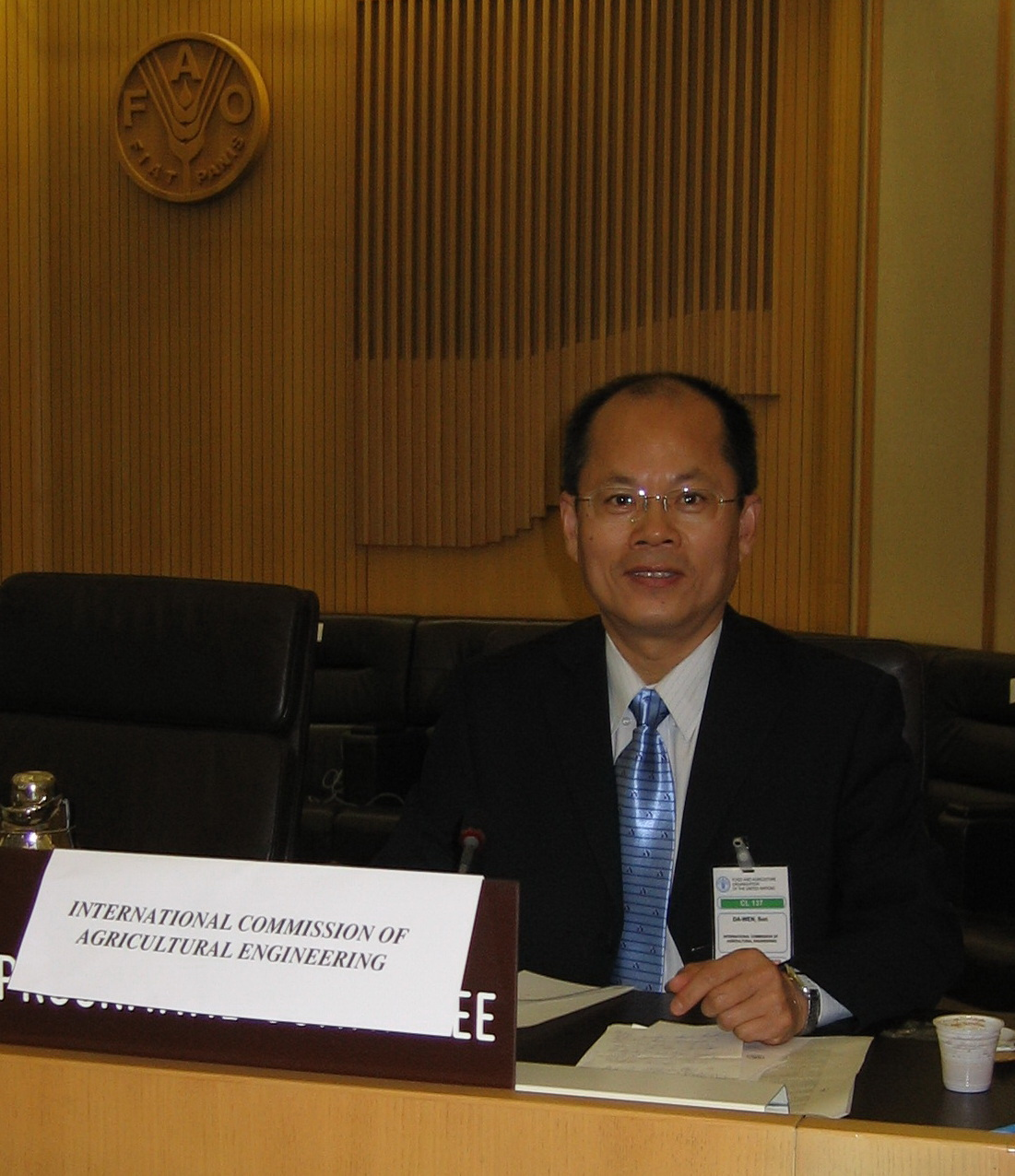
孙大文在联合国粮农组织理事会

孙大文（英語：Da-Wen Sun，1962年10月21日－），广东潮州市潮安县人，爱尔兰华裔食品工程专家，爱尔兰皇家科学院院士，欧洲人文和自然科学院（欧洲科学院）院士，
波兰科学院外籍院士，
国际食品科学院（IAFoST）院士，
国际农业与生物系统工程科学院（iAABE）院士，
国际制冷科学院院士，
国际农业工程委员会主席，英国皇家农业工程院院士，在2004年获英国机械工程师学会颁发食品工程师年度大奖。2010年12月底，被全球32个国家的152家中文媒体共同评为“2010年全球海外华人社区十大新闻人物”
。2013年3月，获颁由凤凰卫视，中国新闻社等两岸三地富有影响力的十余家华文媒体共同评选的2012-2013世界因你而美丽——“影响世界华人大奖”，与诺贝尔文学奖得主莫言、神舟九号飞行乘组等获奖个人和团体同台领奖。2013年5月，荣获国际食品保护协会（IAFP）颁发的冷冻食品基金会冷冻研究奖（Frozen Food Foundation Freezing Research Award），成为美国本土以外首位获得该著名奖项的科学家
。2015年6月，被授予国际工程与食品协会（International Association of Engineering and Food，IAEF）终身成就奖（IAEF Lifetime Achievement Award），这一奖项是为表彰世界上杰出工程师为食品工程贡献一生而设立的
。2016年6月，被授予“国际农业与生物系统工程委员会（CIGR）荣誉主席”称号。2015年至2017年连续三年荣获科睿唯安（原汤森路透）“高被引科学家”称号。2018年2月，他被秘鲁北方私立大学授予荣誉博士学位 。

## 生平
孙大文，国际著名的生物系统工程和食品科学与工程方面的学术权威，是国际上该领域最活跃、最具创造力、最有影响的学术带头人之一，在国际同行中享有极高的声誉。1982年在华南理工大学机械工程专业获学士学位，1985年获硕士学位，1988年获化学工程博士学位。1989年至1995年，分别在德国斯图加特大学，英国贝尔法斯特女王大学，纽卡斯尔大学和谢菲尔德大学任职。1995年起，受聘于爱尔兰国立都柏林大学 （UCD）。现为爱尔兰国立都柏林大学食品和生物系统工程教授，是爱尔兰有史以来的第一位华人终身教授。主要研究包括制冷、冷冻及干燥过程和系统、食品质量与安全、生物过程模拟和优化以及计算机视觉识别技术等。在世界著名杂志和国际会议上发表了900篇高水平论文，出版专著17部，共有超过500篇论文被SCI收录（SCI的H指数为90，SCOPUS的H指数为94）。每篇论文平均引用次数超过35次，被引用总数全球农学排名第六位（2018.7）。特别是在高光谱成像、计算机视觉、真空冷却、超声波辅助冷冻和CFD模拟等方面的论文已经成为其他研究者的经典参考文献。50篇论文入选ESI农学“高被引论文”，全球排名第二位。。
他是浙江大学、上海交通大学、哈尔滨工业大学、中国农业大学、华南理工大学、江南大学等10多所高校的顾问或客座教授。同时是国际农业工程委员会（CIGR）执委、荣誉副主席和主席。他还兼任SCI和EI收录2010年影响因子为3.567、全球全食品行业排名第四的《食品和生物加工技术》（Food and Bioprocess Technology，Springer）国际期刊主编和《现代食品工程》（Contemporary Food Engineering，CRC Press / Taylor & Francis）系列丛书的主编、并曾是《食品工程期刊》（Journal of Food Engineering，Elsevier）的编辑。
由于他在世界食品工程领域所作的突出贡献和在该领域的领导地位，先后于2000年和2006年被素有农业工程界的“奥林匹克”之称的国际农业工程委员会（International Commission of Agricultural Engineering，CIGR）授予CIGR杰出奖，2007年被授予当年唯一的印度食品科学家及技术人员协会会士（AFST(I) Fellow Award）荣誉称号，2008年获CIGR成就奖，2010年被授予CIGR最高奖项国际农业工程委员会会士（CIGR Fellow Award）荣誉称号，并于2004年被英国皇家机械工程师学会授予“食品工程师年度人物（Food Engineer of the Year Award）”。2010年，他当选为代表爱尔兰国家最高学术荣誉的爱尔兰皇家科学院（Royal Irish Academy）院士。同年，他又当选为国际农业工程委员会候任主席，任期从2011年元月开始，并将于2013年起接任主席，他成为国际农业工程委员会成立80年以来的首位华人主席。2010年12月底，他被全球32个国家的152家中文媒体共同评为“2010年全球海外华人社区十大新闻人物” 。2011年，他又被光荣增选为欧洲人文和自然科学院（Academia Europaea）院士，成为首次当选该院院士的欧洲华人科学家，同时也成为欧洲历史上首位拥有两院院士的华人。2012年，他再获殊荣，当选为国际食品科学院（IAFoST）院士，为全球共增选的22名院士中唯一来自爱尔兰的学者。2016年12月，他当选为国际农业与生物系统工程科学院（iAABE）首任院长，成为iAABE的创院院长，同时也成为iAABE现有33名院士之一。2017年12月，当选为波兰科学院外籍院士，这是波兰政府授予的最高终身荣誉。2018年4月，他又被光荣增选为国际制冷科学院院士，荣获第六个院士头衔。
根据基本科学指标（Essential Science Indicators）数据库2010年7月1日有关全球农业科学家排名，在汇集和分析过去十年另4个月ISI　Web of Science（SCI）（2000年1月1日至2010年4月30日）所收录SCI论文系统的数据统计，全球共有2554名科学家排名进入农业科学专业领域前1%的“最被引科学家”（Most Cited Scientists），其中孙大文名列前茅，列前31位。

## 主编论著[93]
- Handbook of Food Safety Engineering（页面存档备份，存于）, Wiley-Blackwell, Hoboken, New Jersey, USA, 840 pp., ISBN 978-1-4443-3334-3 (2011).
- Handbook of Frozen Food Processing and Packaging（页面存档备份，存于）, 2nd Edition, CRC Press / Taylor & Francis, Boca Raton, Florida, USA, 880 pp., ISBN 978-1-4398360-4-0 (2011).
- Hyperspectral Imaging for Food Quality Analysis and Control, Academic Press / Elsevier, San Diego, California, USA, 528pp., ISBN 978-0123747532 (2010).
- Infrared Spectroscopy for Food Quality Analysis and Control, Elsevier, 448 pp., ISBN 978-0-12-374136-3 (2009)
- Modern Techniques for Food Authentication, Elsevier, 684 pp., ISBN 978-0-12-374085-4 (2008)
- Computer Vision Technology for Food Quality Evaluation, Elsevier, 608 pp., ISBN 978-0-12-373642-0 (2008)
- Computational Fluid Dynamics in Food Processing, CRC Press, 760 pp., ISBN 978-0-8493-9286-3 (2007)
- Handbook of Frozen Food Processing and Packaging, CRC Press, USA, 737 pp., ISBN 978-1-57444-607-4  (2006)
- Thermal Food Processing: New Technologies and Quality Issues, CRC Press, 640 pp., ISBN 978-1-57444-628-9 (2006)
- Emerging Technologies for Food Processing, Elsevier, 792 pp., ISBN 978-0-12-676757-5 (2005)
- Advances in Food Refrigeration, Leatherhead Publishing, 482 pp., ISBN 0-905748-83-2 (2001)
- The University Structure and Curricula on Agricultural Engineering（页面存档备份，存于）, Food and Agriculture Organisation of the United Nations, 233 pp., ISBN 92-5-104447-3 (2000)